# Кук, Синтия
Синтия Фелисити Джоан Кук CBE (англ. Cynthia Felicity Joan Cooke; 11 июня 1919, Грейт-Билингс — 20 апреля 2016, там же) — британская медсестра, работавшая во время Второй мировой войны в службе медицинских сестёр ВМС Великобритании имени королевы Александры; медицинском подразделении ВМС Великобритании. Коммодор медицинской службы в 1973—1976 годах. Кавалер Королевского Красного креста (1964), командор ордена Святого Иоанна Иерусалимского (1974), командор ордена Британской империи (1975).

## Биография

### Ранние годы
Синтия Кук родилась 11 июня 1919 года в местечке Билингс в Саффолке. Дочь военнослужащего Британской гвардии. Училась в средней школе Стокуэлл в Лондоне, в которой для обучения детей использовался так называемый Дальтон-план.

### Служба в годы войны
В 1938 году Синтия поступила работать в детскую больницу Тайт-Стрит в лондонском районе Челси. После начала войны работала помощницей в театре, а в 1943 году начала обучение в Королевском военно-морском госпитале Хаслар, чтобы вступить в службу медицинских сестёр имени королевы Александры. Проработала там до 1944 года. По её воспоминаниям, незадолго до начала операции «Оверлорд» однажды днём она, двигаясь на велосипеде в госпиталь, повстречала канадскую танковую колонну. Канадцы встречали Синтию вопросами: «Эй, красавица! Тебя докармливают?» (англ. Hello sugar! Are you rationed?) В конце 1944 года она перебралась в Австралию вместе с ещё 4 тысячами морских пехотинцев.
В 1945 году Кук покинула место службы в Королевском госпитале ВМС Херн-Бэй из Сиднея и заступила в медицинскую команду авианосца «Формидебл». Судну предстояло забрать около 1000 австралийцев, попавших в японский плен и содержавшихся в Маниле. Их забирали в течение трёх дней, а Кук занималась разработкой огромного корпуса из штукатурки с подрамниками (весь корпус длиной в человеческий рост), чтобы помочь эвакуировать человека, страдавшего от спинного туберкулёза. 24 октября того же года корабль отправился в Папуа-Новую Гвинею, чтобы помочь 1254 пенджабским солдатам, страдавшим от малярии и экземы. Кук предупредила солдат, что метиловый спирт, при помощи которого будут удалять язву, может привести к серьёзной боли, но её слова перевели как «Если не больно, то это плохо» (англ. If doesn't hurt, it doesn't do any good). Преподобный Х. Кеннен, который был в составе экипажа «Формидебла», вспоминал, что во время праздника Нептуна Кук «не исполнила глубокий и изящный традиционный реверанс, чем оскорбила Первого Лорда Адмиралтейства», за что была символически наказана — её сбросили в импровизированный бассейн.

### После войны
После завершения службы на «Формидебле» Кук перешла на авианосец «Куин». В дальнейшем она работала на базе морской авиации Дейл (ранее Голдкрест), где проходил срочную службу Дэвид Аттенборо. В 1964 году Кук за свою деятельность была награждена Королевским Красным крестом. Далее она служила в Четэме (Кент), Гонконге, Мальте и Плимуте, став затем преподавателем в военно-морском училище в 1970 году и получив звание старшей матроны в медицинской службе королевы Александры (равноценно званию коммодора британского флота). В 1974 году награждена орденом Святого Иоанна Иерусалимского (звание командора), в 1975 году — орденом Британской империи (звание командора).
В 1976 году Синтия Кук уволилась с флота. Она заботилась о своей матери и помогала местной церкви, а также сотрудничала с Королевским британским легионом и Национальной службой крови до своей смерти 20 апреля 2016 года.